# 范文典
范文典（越南语：／，1769年—1842年），越南阮朝將領。
出生於承天府富榮縣（今承天順化省富榮縣）。曾參與阮王阮福映對西山朝的戰爭，擔任副該奇。1802年阮福映奪取富春（今順化），稱帝，建立阮朝。范文典任副將之該奇，後提拔為衛尉。
1824年（明命五年），擔任署象軍統制，1826年參與了清剿清化沿海一帶的海賊。
1828年，萬象國王昭阿努反抗暹羅的起義失敗，暹羅軍隊攻佔萬象後，入侵廣治附近的各州。范文典奉命經理甘露諸事，黎登瀛為參贊軍務，會同在寮國的各路軍隊前去剿滅。他一面寫信給暹羅將領博丁德差，譴責他滋生事端，一面分兵三路前進。博丁德差回覆稱願意和好，撤兵回國。
1833年，黎文𠐤在嘉定城起兵叛亂。范文典奉命防禦，守衛乂安。暹羅派兵支援黎文𠐤，並入侵真臘，攻打乂安，被范文典擊退。
1832年，范文典被重新任命為副衛尉，兼任興化省領兵，前去鎮壓丁功進。成功平叛後回到順化。不久，他被任命為署統制、提督軍務，派往山西，會同黎文德、阮公著一起清剿農文雲的叛亂。范文典在平定農文雲叛亂中戰功卓著，阮朝先後封為信武子、信武伯和信武侯。
1840年，擔任鎮西經略大臣，協助張明講統治鎮西城（今柬埔寨）。翌年，柬埔寨人在暹羅的支持下叛亂，他與張明講奉命撤離鎮西城。林森之亂發生後，暹羅派兵介入。范文典與范文仁一起守後江，擊退暹羅援軍。
1842年逝世，享年73歲，例諡武毅。嗣德十一年（1858年），祭祀於賢良祠。